# جان ال فیلیپس
جان لینچ فیلیپس (به انگلیسی: John Lynch Phillips) فضانورد اهل ایالات متحده آمریکا است که در ۱۵ آوریل ۱۹۵۱ میلادی در فورت بلوار، ویرجینیا زاده شد. وی در مأموریت اس‌تی‌اس-۱۰۰، سایوز تی‌ام‌ای-۶، اکسپدییشن ۱۱، اس‌تی‌اس-۱۱۹ حضور داشته است.